# Gino Levi Martinoli
Gino Levi Martinoli (Firenze, 19 marzo 1901 – Ivrea, 25 dicembre 1996) è stato un dirigente d'azienda italiano.
Ha lavorato per vent'anni alla Olivetti e nel 1964 ha fondato il Censis, di cui è stato presidente fino alla morte.
È uno dei protagonisti del romanzo Lessico famigliare, essendo fratello di Natalia Ginzburg.

## Biografia

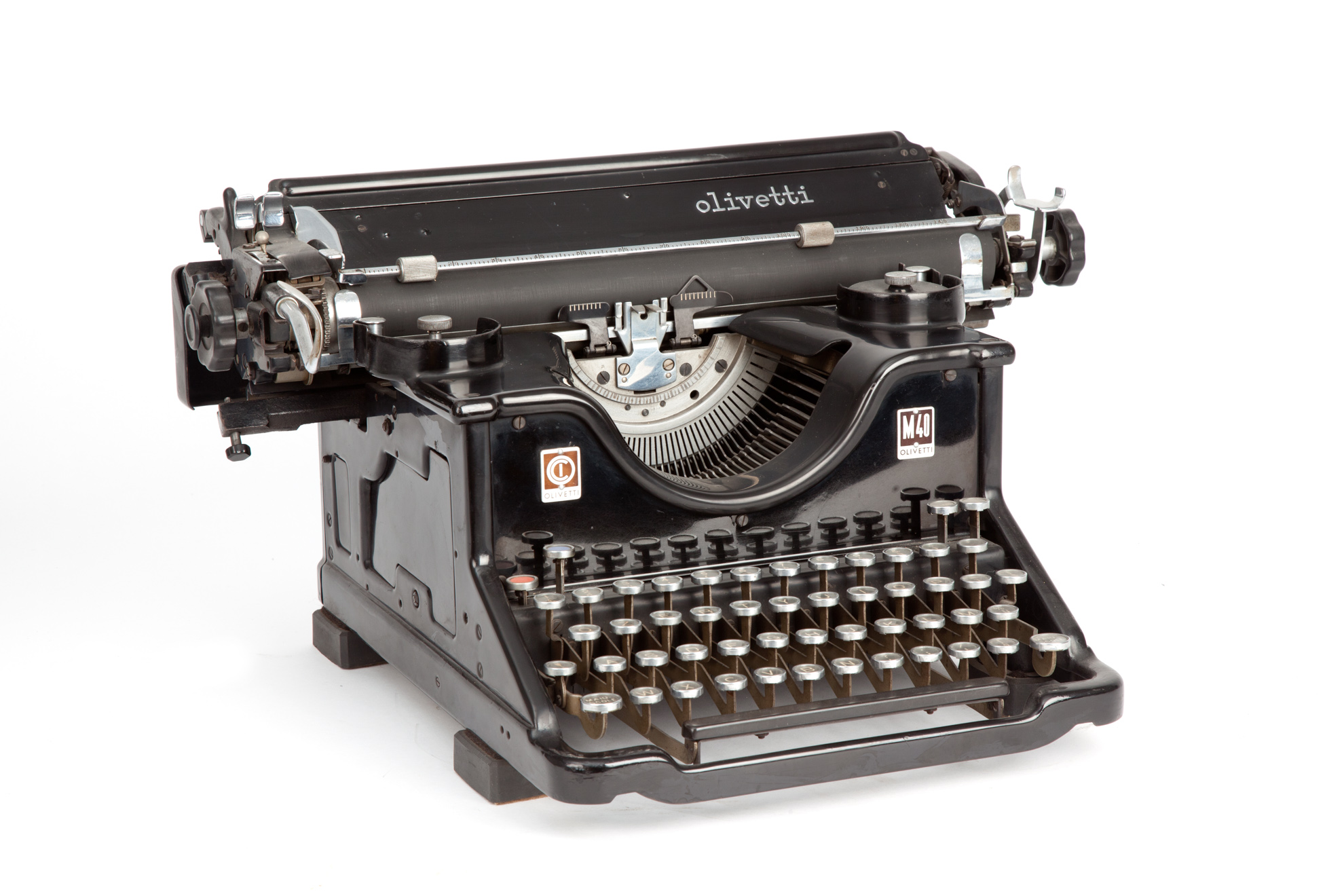
Macchina da scrivere Olivetti M40 (1930), progettata da Gino Levi Martinoli e Camillo Olivetti (Museo nazionale della scienza e della tecnologia Leonardo da Vinci di Milano)

Gino Levi nasce il 19 marzo del 1901 a Firenze figlio di Giuseppe Levi, illustre scienziato triestino di origine ebraica, e da Lidia Tanzi, milanese di religione cattolica. Il padre è professore universitario antifascista. Suoi fratelli, oltre a Natalia, sono Paola (in seguito moglie di Adriano Olivetti), Alberto e Mario.
Dopo gli studi liceali, Levi si iscrive al Politecnico di Torino nel corso di studi in chimica industriale, dove conosce Adriano Olivetti, che successivamente si sposerà con sua sorella Paola. Dopo la laurea nel 1924, si trasferisce a Ivrea accogliendo la proposta di Camillo Olivetti, padre di Adriano, di lavorare in fabbrica come semplice operaio per sperimentare direttamente i problemi di un'azienda.
Nel 1929 diventa capo dell'Ufficio Progetti e Studi e progetta con Camillo Olivetti la Olivetti M40.
Nel 1932 Gino Levi diventa direttore tecnico della Olivetti, occupandosi in modo particolare dell'organizzazione della produzione riuscendo a ridurre in modo radicale, grazie alla catena di montaggio, i tempi di produzione.
Con Adriano Olivetti idea la Olivetti MP1, la prima macchina da scrivere portatile dell'azienda.
Nel 1938, a causa delle Leggi Razziali, Gino Levi cambia il suo cognome in Martinelli, cognome di uno zio, poi mutato in Martinoli.
Dal 1943 si occupa in prima persona insieme a Giovanni Enriques della direzione dell'azienda, in quanto Adriano Olivetti ebreo e antifascista è costretto a fuggire in Svizzera mentre il padre Camillo muore nell'Ospedale di Biella. Levi ed Enriques fanno inoltre parte del Comitato di Liberazione Nazionale.
Durante la guerra salvò dal carcere e dalla deportazione 800 antifascisti, tra cui molti ebrei, nascondendoli a Ivrea e assumendoli come impiegati della Olivetti.
Per decisione del Presidente dell'ENI e dell'Agip Nucleare, Enrico Mattei, nel 1957 Levi Martinoli diventa amministratore delegato e direttore generale dell'Agip Nucleare. Detiene dette cariche fino al 27 gennaio 1959. È inoltre Presidente della consociata SIMEA - acronimo di Società Italiana Meridionale Energia Atomica -, dimettendosi anche dalla presidenza di quest'ultima il 16 febbraio dello stesso anno. La S.I.M.E.A. era stata fondata per volontà di Enrico Mattei da Eni, attraverso Agip Nucleare con il 75% e IRI con il 25%, occupandosi della progettazione della centrale nucleare di Latina.

## Archivio
La documentazione prodotta da Martinoli durante la sua attività imprenditoriale presso la Olivetti, nel corso della quale egli portò a termine la sua formazione e affrontò la prima di una lunga sequenza di esperienze al massimo livello dirigenziale in diverse imprese, private e pubbliche, è conservata ad Ivrea presso l’Associazione Archivio storico Olivetti , nei fondi Famiglia Olivetti (estremi cronologici: 1806-1986), Società Olivetti (estremi cronologici: 1895-2011) e Associazione archivio storico Olivetti (estremi cronologici: 1998-2011)). La documentazione audiovisiva è invece conservata presso l’Archivio nazionale del cinema d’impresa , nel fondo Olivetti (estremi cronologici: 1949-1985).